# Cryptophasie
La cryptophasie est un terme employé pour décrire un langage secret développé par deux ou un très petit nombre de personnes : en particulier les jumeaux et parfois les couples fusionnels. Cette notion est développée par René Zazzo en 1960, et peut aussi correspondre à la dénomination d’idioglossie. Selon les travaux du Twin Studies Center à l'Université d'État de Californie, 40% des jumeaux ou jumelles développent un langage partagé ou des formes de communication compréhensibles par eux seuls. La plupart délaissent ce langage au fil de leur exposition à d'autres personnes en dehors du foyer.